# Pictões

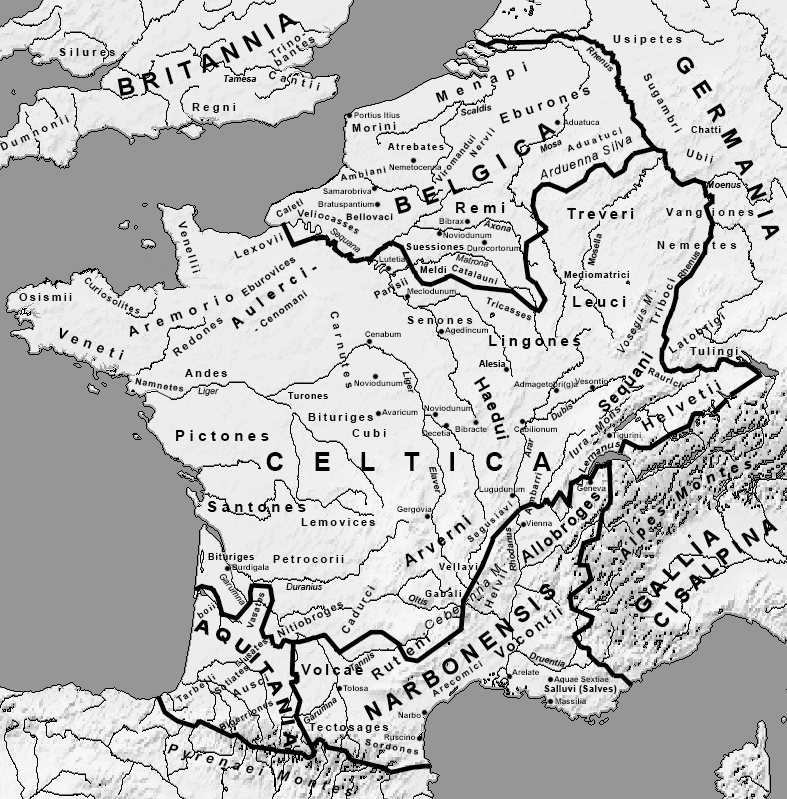
Mapa das tribos gálias. Os pictões estão à esquerda, às margens do golfo de Biscaia.

Pictões (em latim: pictones) ou pictavos foram um dos povos que habitavam a região da Baía de Biscaia, correspondente hoje à França ocidental ao longo da margem sul do Loire. Durante o reinado do imperador romano Augusto (r. 27 a.C.–14 d.C.), os pictões acabaram incluídos na província mais ampla da Gália Aquitânia juntamente com a maior parte da Gália ocidental. O nome da tribo foi utilizado como base para o nome romano da moderna cidade de Poitiers — Lemono dos Pictões/Pictavos (em latim: Limonum Pictonum/Pictavi), além do nome da moderna região de Poitou.

## Antes dos romanos
Os pictões cunharam moedas a partir do final do século II a.C. A tribo foi notada pela primeira vez nas fontes escritas depois do encontro com Júlio César, que dependia de suas habilidades para navegar no Loire. A principal cidade dos pictões era Lemono, o nome celta para a moderna Poitiers (Poitou), e ficava na margem sul do Líger. Ptolemeu menciona uma segunda cidade, Racíato (moderna Rezé).
A organização política da região foi baseada no sistema real celta: Durácio era rei dos pictões durante a conquista romana, mas seu poder se esvaiu graças à falta de habilidade de seus generais. Porém, os pictões frequentemente ajudavam Júlio César em batalhas navais, especialmente na vitória contra os vênetos, da península armoricana.

## Durante e depois do jugo romano
Os pictões se sentiram ameaçados pela migração dos helvécios em direção ao território dos sartões e apoiaram a intervenção de César em 58 a.C. Embora teimosamente independentes, os pictões colaboraram com César, que os listou entre as tribos mais civilizadas. Seja como for, 8 000 homens foram enviados para ajudar Vercingetórix, o líder tribal que liderou a rebelião gaulesa em 52 a.C. O ato dividiu os pictões e a região acabou depois testemunhando a sua própria revolta, especialmente à volta de Lemono, que só foi sufocada depois, pelo legado Caio Canínio Rébilo e, definitivamente, pelo próprio César.
Os pictões se beneficiaram da paz romana, especialmente por causa da construção de aquedutos e templos. Um grossa muralha no século II circundou Lemono e até hoje a obra é uma das mais importantes construções da antiguidade gaulesa. Porém, os pictões não foram romanizados em profundidade e a cidade acabou adotando cristianismo nos primeiros dois séculos depois de Cristo.
A região era conhecida por seus recursos em madeira e ocasionalmente comerciava com a província romana da Gália Transalpina. Adicionalmente, os pictões negociavam ainda com as Ilhas Britânicas a partir do porto de Racíato (Rezé).